# Derby (obuwie)

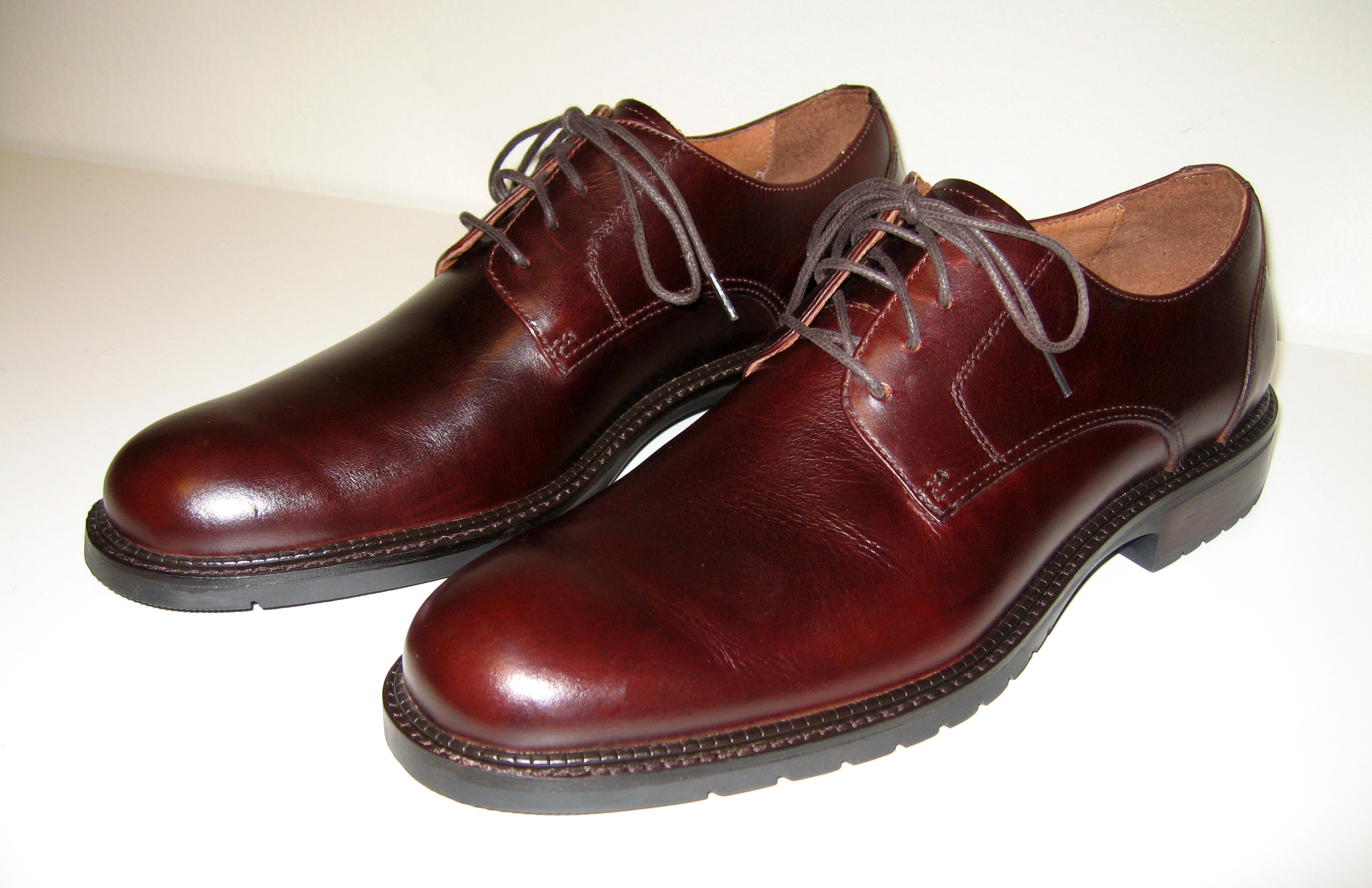
Derby

Derby, angielki – rodzaj buta wizytowego. Charakterystyczną cechą tego obuwia jest otwarta przyszwa, czyli przednia część buta, która okrywa palce i podbicie oraz jest zakończona językiem. W angielkach kwatery (boki buta z dziurkami na sznurowadła) są naszyte na wierzch przyszwy, podczas gdy np. w butach oxford, są one doszyte pod jej spodem. Buty te uznawane są za mniej formalne od wiedenek. Są podobne do, ale jednak różne od butów typu bluchers.